# ワット・スタットテープワララーム
ワット・スタットテープワララームとはタイのバンコクにある仏教寺院である。一般にはワット・スタットという略称で知られる。

## 歴史
ラーマ1世が新たに建設されたバンコクに大仏を置こうと考えたことに歴史が始まる。首都に大仏を置こうというこのアイディアは、アユタヤのワット・パナンチューンに範をとったといえる。
1807年に寺院は着工を開始、同時にスコータイから水路を使ってブロンズ製のシーサーカヤームニー仏が運ばれてきた。シーサーカヤームニー仏は大きすぎ、城壁を通すことができなかった。このため一説では、城壁が取り壊されたとも、また一説にはターチャーン門という城門が壊されたとも言われる。
その後、この寺院はワット・マハースッターワート (วัดมหาสุทธาวาส) と名付けられたが、一般には大仏の寺院という意味でワット・プラヤイ (วัดพระใหญ่) ワット・プラトー(วัดพระโต) また、寺の北にあるジャイアント・スイング（サオチンチャー）にちなんでワット・サオチンチャー (วัดเสาชิงช้า) とも呼ばれた。その後ラーマ3世の時代に現在の名称、ワット・スタットテープワララームに改められた。この名称はヒンドゥー教の天国のインドラのすむ町を表す。

## 施設

### 外部
ジャイアント・スイング（サオチンチャー）

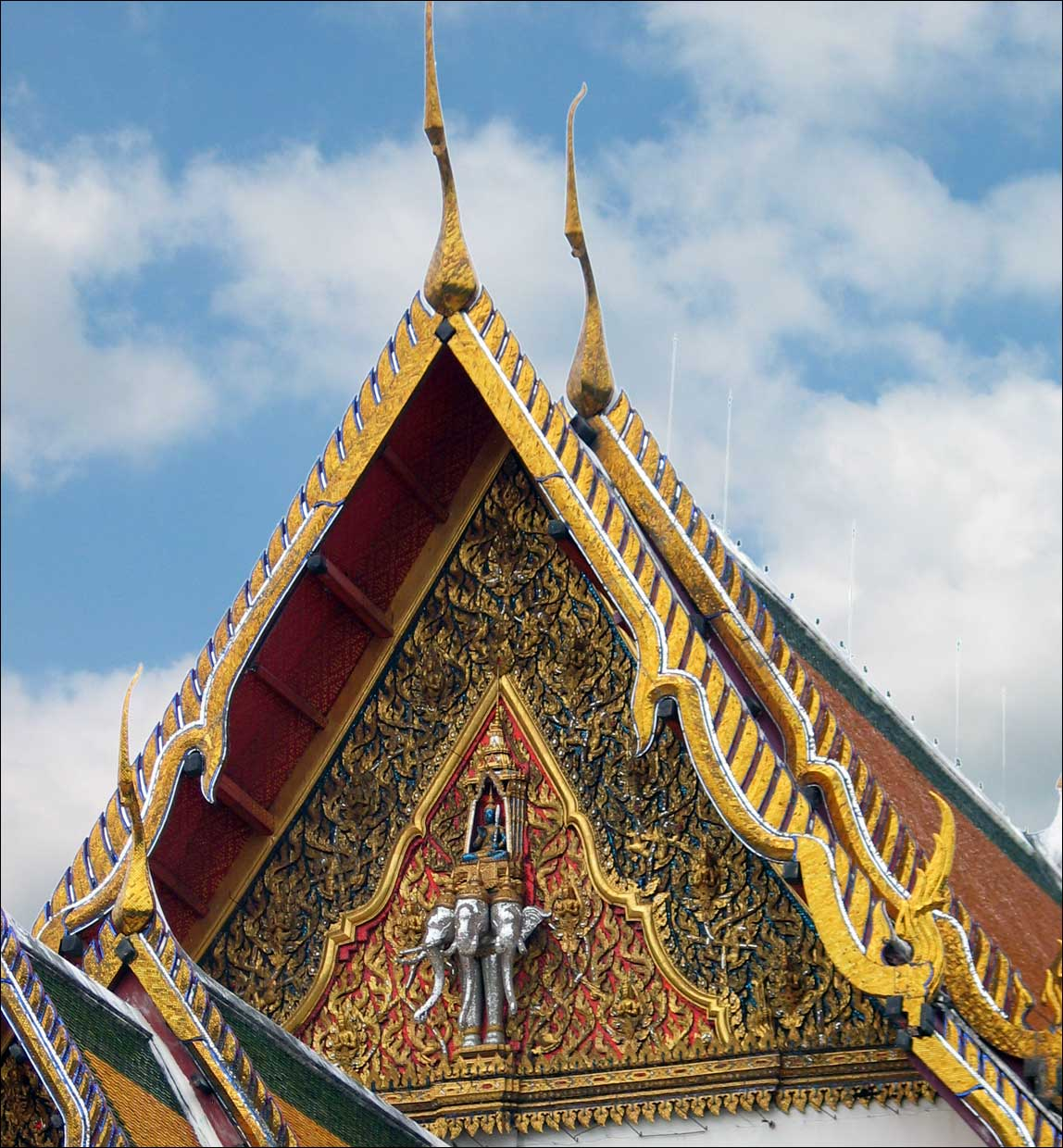
礼拝堂の屋根の平

過去に、トリーヤムパワーイと呼ばれる儀式が行われていた。トリーヤムパワーイとは、儀式上、ナーガとしてバラモンがこのジャイアント・スイングにつり下がりブランコ状に前後し、ブラフマーがシヴァ神に新たに創造した世界を見に行かせることを意味する儀式である。1932年にこの儀式は廃止され、現在はこのジャイアント・スイングのみをみることができる。

### 礼拝堂周辺
礼拝堂（ウィハーン、ヴィハーラ）
礼拝堂は入り口部分が前に飛び出している。典型的なラッタナコーシン様式である。礼拝堂の屋根の平には、エーラーワン象（アイラヴァータ）に乗るインドラがデザインされている。これは前述したように、この寺院がインドラの住む町の名を冠していることにちなむ。

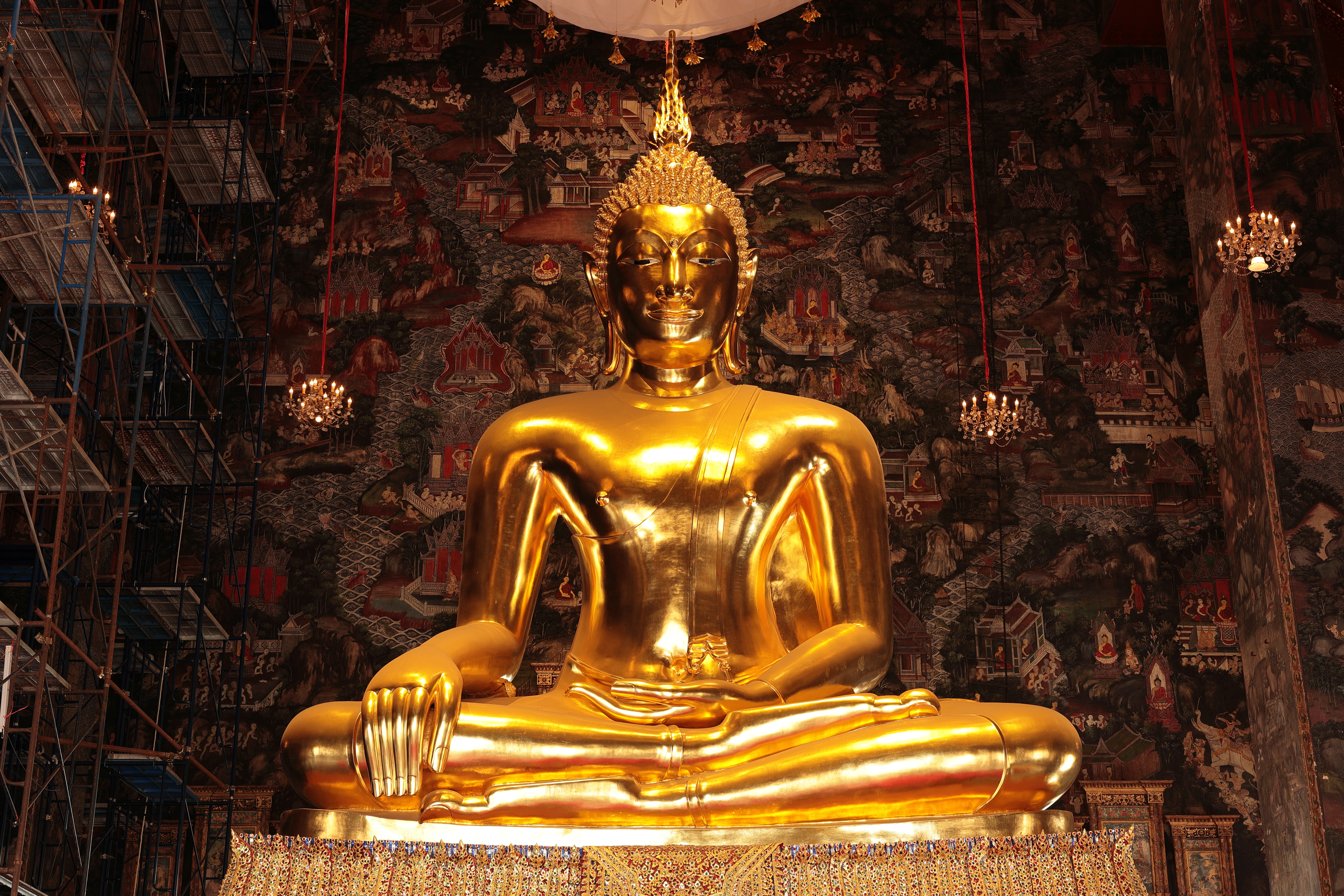
シーサーカヤームニー仏
この礼拝堂の本尊である。スコータイから船で運ばれて1808年4月ないし5月にターチャーンにおろされ、ジャイアント・スイングまで運ばれた。その道中、ラーマ1世自らがこの大仏を運ぶ指揮をとったと言われており、ジャイアント・スイングに運ばれてくる頃には、ラーマ1世は重い病気にかかっていたと伝えられる。最終的に本堂に仏陀が移されると「安置された。私の仕事は終わった。」といいその数日後に崩御したと伝えられる。
この大仏は『王朝年代記』によれば1361年スコータイ王朝、リタイ王の治世に鋳造されたとされている。右手を地に垂らし、マーラに対して勝利を宣言しているいわゆる「降魔印」が特徴であり、スコータイのワット・マハータートに設置されていたが、ラーマ1世によって発見されバンコクまで移動された。
壁画
壁画はラーマ3世の時代、ジャータカに材をとってかかれたものである。ジャータカに材をとった壁画はバンコクではここでしかみることができない。また、三界経に材をとった壁画もある。なおこの壁画は1982年ドイツ政府とタイ教育省芸術局の手で修復されている。
ドヴァーラヴァティー様式の仏座
あまり目立たないが仏座の一部にドヴァーラヴァティー様式のレリーフが仏座にはめ込まれている。これはラーマ5世（チュラーロンコーン）がナコーンパトムから持ってきたものと信じられている。なお、レリーフには金箔が貼られているが、これはいつ誰が貼ったものかわかっていない。
礼拝堂の扉
礼拝堂の扉はチーク材でできた手工芸品である。現在はめ込まれている扉はレプリカで、本物は国立博物館に展示してある。なお、この扉を制作したのは文人として名高いラーマ2世である。
中庭

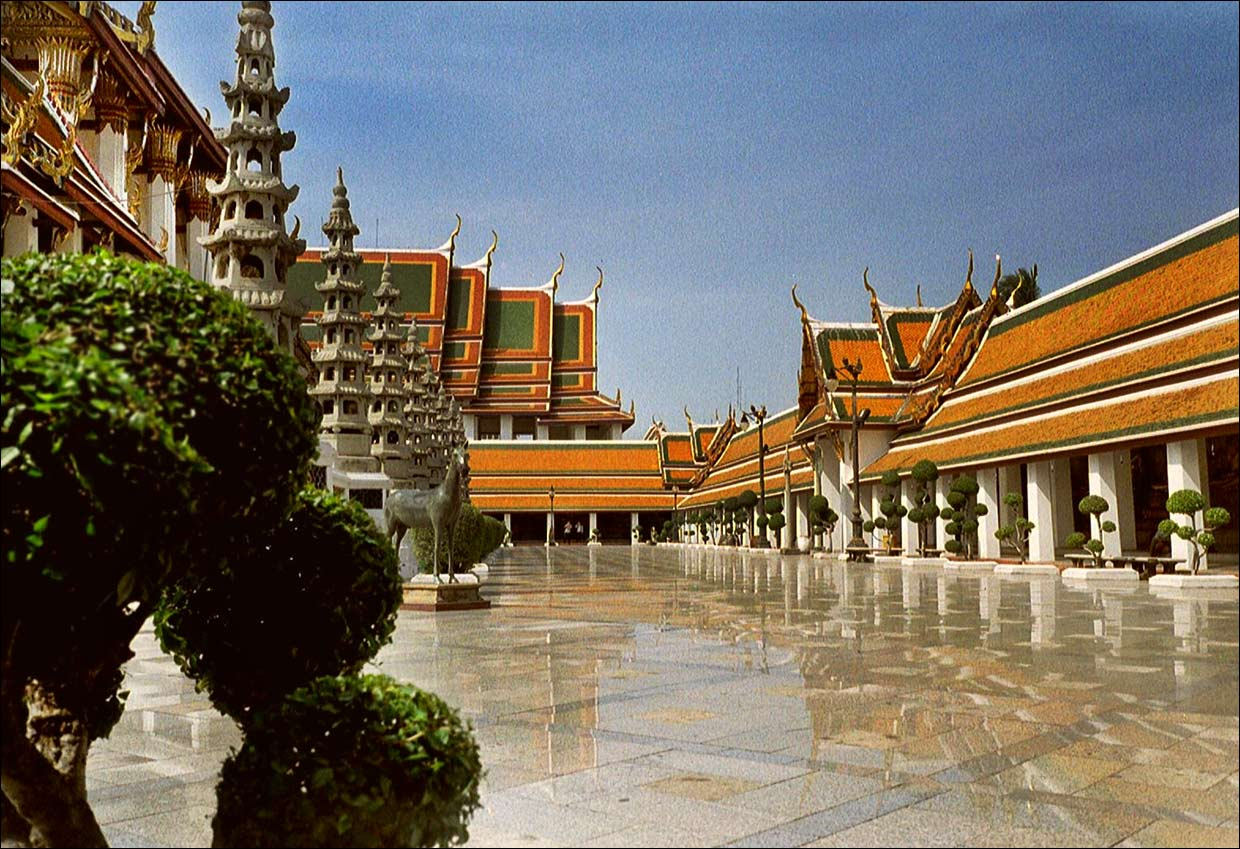
礼拝堂を取り囲む中庭

礼拝堂の周りには中庭があり、そこにはラーマ3世時代に盛んに行われていた中国との公益の産物であるミニチュアの中国式仏塔や中国の置物などをみることができる。また、ブロンズの馬や、生前ラーマ8世（アーナンタマヒドン）がこの寺院の僧に教えを受けていたこと、遺骨が安置されたことなどから、ラーマ8世ゆかりの寺としてラーマ8世のブロンズ像がおかれている。
その周りは屋根のついた壁面で覆われており、瞑想している仏陀像が数多くおかれている。

### 布薩堂
布薩堂（ウポーサタ、ウボーソット）

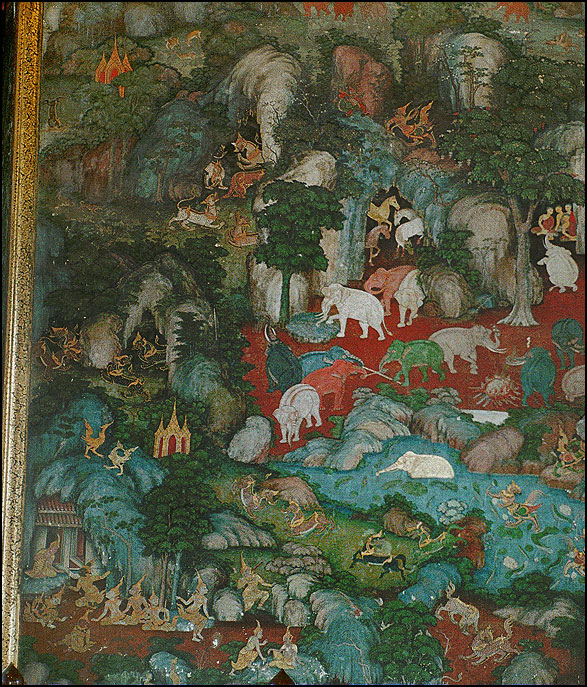
布薩堂の壁画

布薩堂は1834年ラーマ3世の治世に着工され、1843年に完成した。タイで最長の長さを誇る布薩堂である。少しアユタヤ様式を残したラッタナコーシン様式の建築物である。
トリーローカチェート仏

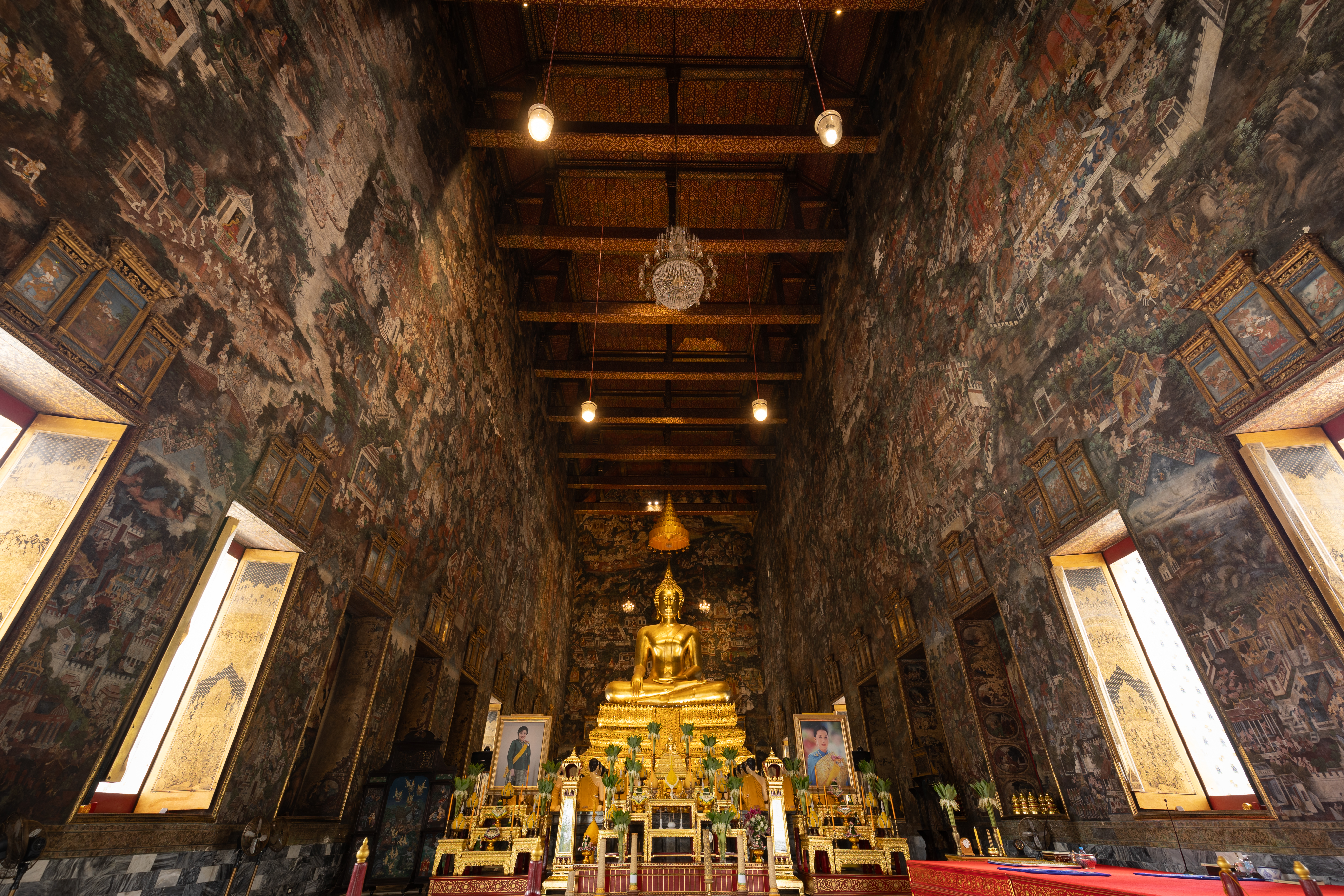
トリーローカチェート仏と壁画

トリローカチェート仏とは布薩堂の本尊である。正確にいつ鋳造されたのかは不明であるが少なくとも、ラーマ3世の時代に鋳造され、ラーマ4世によって現在の名称が与えられた。中には仏舎利を有している。この時代に鋳造された仏像としては最大の大きさとも言われる。
壁画
ラーマ3世時代に描かれたとされる壁画でパチェッカ・ブッダやタイの民話、インド神話などが描かれている。少し西洋の様式の影響を受けたラッタコーシン美術の作品である。

## 説教堂
説教堂（サーラーカーンプラカーン）
説教堂は説教が行われたりと、在家と出家が交流する場である。またセータムニー仏もここにおかれている
セータムニー仏
1839年に鋳造されその後、15年間王宮におかれた後、説教堂に移された。ラーマ3世による大規模なアヘンの取り締まり後、アヘンを入れていた缶を溶かしたもので作られたと言われる。
ホー・ラカン
寺院の鐘である。1844年に建設された。説教堂のすぐ隣にある。